# Choi Ji-woo
Choi Ji-woo (sinh ngày 11 tháng 6 năm 1975) là một nữ diễn viên người Hàn Quốc. Được coi là một trong những người phụ nữ xinh đẹp nhất Hàn Quốc, cô đã nhận được sự tán thưởng của giới phê bình vì lối diễn của cô trong các bộ phim tình cảm, đáng chú ý nhất là Những ngày tươi đẹp (2001), Bản tình ca mùa đông (2002),  Nấc thang lên thiên đường (2003), Quản gia bí ẩn (2013) và Cám dỗ (2014), cũng như các bộ phim hài lãng mạn Trở lại tuổi 20 (2015) và Chuyện tình luật sư (2016).

## Tiểu sử
Choi Mi-hyang sinh ra tại Busan, Hàn Quốc và là con út trong gia đình hai anh em. Cha cô là ông Choe Un-yeong và mẹ là Yun Gil-ja. Cô từng theo học khoa thể dục nhịp điệu của Cao đẳng Múa Busan.

## Sự nghiệp
Cô giành được chiến thắng trong cuộc thử giọng được tổ chức bởi đài MBC vào năm 1994, và xuất hiện lần đầu vào năm 1995 trong bộ phim truyền hình War and Love, cũng từ đây xuất hiện nghệ danh Choi Ji-woo. Cô tham gia phim truyền hình Mối tình đầu, khi cô lần đầu tiên được ghép đôi với Bae Yong-jun.
Năm 2002, cô tham gia vai chính trong phim truyền hình Bản tình ca mùa đông của đạo diễn Yun Sok-ho. Phim nhanh chóng trở thành một phim thành công vang dội và là hiện tượng mở đầu cho làn sóng Hàn Quốc nổi tiếng nhất tại Nhật Bản. Cô đã trở thành diễn viên lồng tiếng cho bộ phim hoạt hình Nhật Bản chuyển thể từ tác phẩm cùng tên. Cô tiếp tục vào vai chính trong phim truyền hình Nấc thang lên thiên đường với Kwon Sang Woo.
Choi sau đó đóng vai chính trong phim Thành phố trên không của đài MBC, phim đầu tiên của cô trong ba năm. Trong phim, cô đóng vai Han Do Kyung, giám đốc điều hành của sân bay Incheon, một vai trò cần biết đa ngôn ngữ.
Trong năm 2009, cô thành lập công ty quản lý riêng là JW Company. Cùng năm đó Ji-u cũng tham gia vào các phim Yeobaewoodeul và Người tình của ngôi sao. Trong phim "Người tình của ngôi sao", cô nhận được thù lao 48 triệu won Hàn Quốc cho mỗi tập, cao nhất đối với một nữ diễn viên Hàn Quốc tại thời điểm đó. Kỷ lục này đã bị phá vỡ bởi Go Hyun Jung với 55 triệu won Hàn Quốc trong bộ phim truyền hình Daemul năm 2010.
Năm 2011, cô tham gia bộ phim Can't lose với Yuk Sang-hyeon trong vai 1 cặp vợ chồng luật sư đang đối mặt với nguy cơ tan vỡ gia đình. Choe nói rằng cô không ngại ngùng phá vỡ hình ảnh trong sáng thánh thiện của mình trước đây, cô cũng cho rằng trên thực tế cô giành được nhiều người hâm mộ hơn khi thể hiện hình ảnh vui vẻ, dễ tính trong phim 2 ngày và 1 đêm.

## Đời tư
Choi Ji-woo đã kết hôn với bạn trai không phải là người nổi tiếng của mình vào ngày 29 tháng 3 năm 2018 trong một đám cưới riêng tư, được thông báo công khai chỉ trong vài giờ trước đám cưới thông qua một bức thư viết tay được phát hành trên trang web câu lạc bộ người hâm mộ của cô. Choi Ji-woo thông báo rằng cô đang mang thai đứa con đầu lòng vào ngày 23 tháng 12 năm 2019, và sinh một bé gái vào ngày 16 tháng 5 năm 2020.

## Danh sách phim

### Phim truyền hình
| Năm  | Tên phim                                                          | Vai diễn                  |
| ---- | ----------------------------------------------------------------- | ------------------------- |
| 1995 | Chiến tranh và tình yêu War and Love                              |                           |
| 1996 | Mối tình đầu (KBS)                                                | Jang Seok-hee             |
| 1997 | Happiness is in Our Hearts (SBS)                                  |                           |
| 1998 | Love (MBC)                                                        | Yoo Ji-young              |
| 1999 | Love In Three Colors                                              |                           |
| 1999 | Love Story - "Message" (SBS)                                      |                           |
| 2000 | Truth (MBC)                                                       | Lee Ja-young              |
| 2000 | Mr. Duke (MBC)                                                    | Jang Soo-jin              |
| 2001 | Beautiful Days (SBS)                                              | Kim Yeon-soo              |
| 2002 | We Are Dating Now (KBS)                                           | Ep. 15 cameo              |
| 2002 | Bản tình ca mùa đông Winter Sonata (KBS)                          | Jung Yoo-jin              |
| 2003 | 101st Proposal                                                    | Li Shao Rong              |
| 2003 | Nấc thang lên thiên đường Stairway to Heaven (SBS)                | Han Jung-suh              |
| 2006 | RONDO (TBS)                                                       | Choi Yoon-Ah              |
| 2007 | Thành phố trên không Air City (MBC)                               | Han Do-kyung              |
| 2008 | Người tình của ngôi saoA Star's Lover (SBS)                       | Lee Ma-ri                 |
| 2009 | Bản tình ca mùa đông Winter Sonata phim hoạt hình                 | Jung Yoo-jin (lồng tiếng) |
| 2011 | Fuyu no Sakura                                                    | (Khách mời)               |
| 2012 | Không thể mất em Can't Lose                                       | Eun-Jae                   |
| 2013 | Quản gia bí ẩn The Suspicious Housekeeper                         | Park Bok-nyeo             |
| 2014 | "Cám Dỗ Temptation" (SBS)                                         | Yoo Se Young              |
| 2015 | Trở lại tuổi 20 Twenty Second (TVN)                               | Ha No Ra                  |
| 2016 | Chuyện Nàng Luật Sư Woman With A Suitcase (MBC)                   | Cha Geum Joo              |
| 2016 | Bảy nụ hôn đầu 7 First Kisses (Naver TV Cast)                     | Goddess                   |
| 2017 | Lời Biệt Ly Đẹp Đẽ Nhất Trên Đời The Most Beautiful Goodbye (TVN) | Yeon-soo                  |
| 2020 | Hạ cánh nơi anh Crash Landing on You (TVN)                        | Khách mời (tập 13)        |
| 2022 | Sao băng (Shooting Star) (tvN)                                    | Eun Si-woo                |

### Phim điện ảnh
| Năm  | Tên phim                                     | Vai diễn       |
| ---- | -------------------------------------------- | -------------- |
| 1996 | The Adventures of Mrs Park                   |                |
| 1997 | The Hole                                     | Su-jin         |
| 1998 | First Kiss                                   | Song Yeon-hwa  |
| 1999 | Nowhere to Hide                              | Juyon          |
| 2002 | Người tình tổng thống The Romantic President | Choi Eun-ju    |
| 2004 | Everybody Has Secrets                        | Han Seon-yeong |
| 2005 | Shadowless Sword                             | (cameo)        |
| 2006 | Now and Forever                              | Han Hye-won    |
| 2009 | Actresses                                    | Choi Ji-woo    |
| 2016 | "Like For Likes"                             | Ju-ran         |

## Giải thưởng
- 2009: Đại sứ du lịch Busan cho năm 2010-2012
- 2009: Khen thưởng của Tổng thống Hàn Quốc để thúc đẩy du lịch của Hàn Quốc
- 2009: Được đưa vào Star Hall of Fame tại lễ trao giải Seoul Drama
- 2006: Giải thưởng Timeless Beauty Acting (Seoul)
- 2005: Hiệp hội Phim Hàn Quốc - Giải đặc biệt
- 2005: Baeksang Arts Awards lần thứ 41 - Giải thưởng đặc biệt cho Hàn lưu
- 2004: Baeksang Arts Awards lần thứ 40 - Popularity Award, thể loại truyền hình
- 2003: Golden Film Awards - Popularity Award
- 2003: SBS Drama Awards - Nữ diễn viên xuất sắc nhất cho phim Nấc thang lên thiên đường
- 2003: SBS Drama Awards - Top 10 ngôi sao Nấc thang lên thiên đường
- 2002: KBS Drama Awards - Popularity Award
- 2002: KBS Drama Awards - Nữ diễn viên xuất sắc nhất cho phim Bản tình ca mùa đông
- 2002: Giải thưởng Best Dresser - Thể loại tài năng truyền hình
- 2002: Baeksang Arts Awards lần thứ 38 - Popularity Award
- 2001: SBS Drama Awards - Nữ diễn viên xuất sắc nhất cho phim những ngày tươi đẹp
- 2001: SBS Drama Awards - Top 10 ngôi sao những ngày tươi đẹp
- 2000: MBC Drama Awards - Nữ diễn viên xuất sắc nhất cho phim chàng hoàng tử gặp may
- 1999: Video Music Awards - Golden Video Best Actress For Your Soul
- 1998: Baeksang Arts Awards lần thứ 34 - Nữ diễn viên mới xuất sắc nhất The Hole
- 1998: 21 Grand Bell Awards - Nữ diễn viên mới xuất sắc nhất The Hole
- 1995: Giải thưởng Hàn Quốc Isabelle Adjani